# Wohlfahrtsmarke
Wohlfahrtsmarken zijn de Duitse toeslagzegels welke sinds 1949 worden uitgegeven door de Deutsche Post. Tegenwoordig verschijnen er drie series per jaar.
Bekend is de niet-uitgegeven Audrey Hepburn Wohlfahrtsmarke uit 2001.